# 亞松加城堡

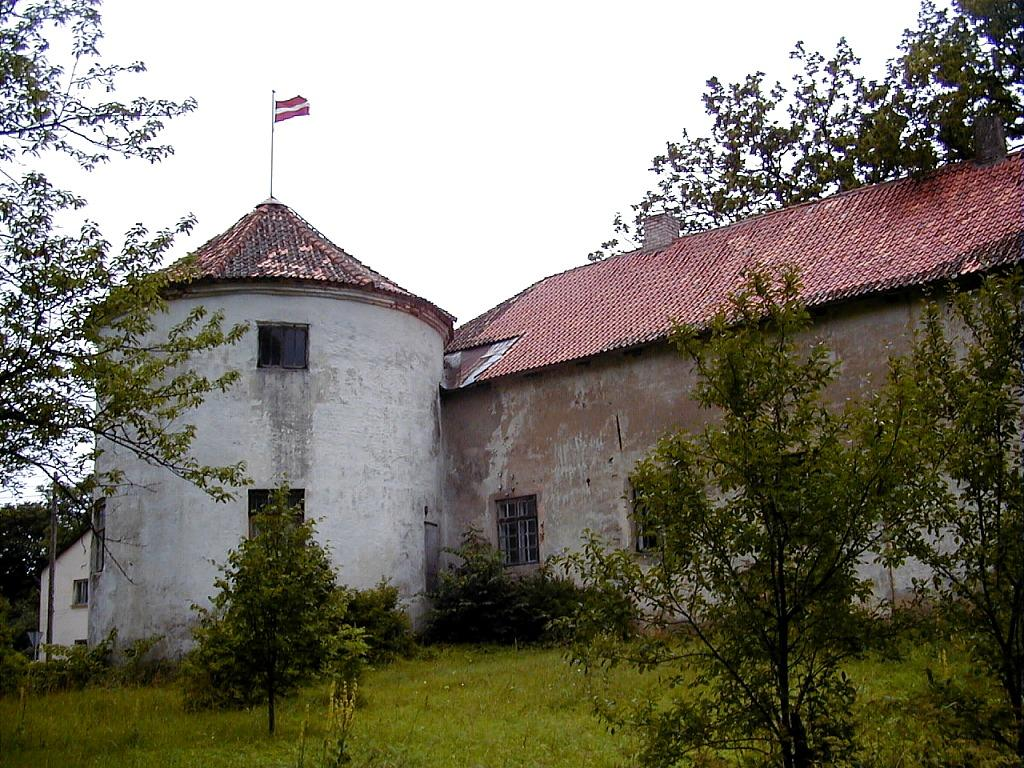

亞松加城堡是拉脫維亞的一座城堡，位於拉脫維亞西部庫爾蘭地區的存在亞松加。這座城堡由立窩尼亞騎士團修建於14世紀前半期。

## 外部連結
- （拉脫維亞語） Alsunga Castle
- 维基共享资源上的相關多媒體資源：亞松加城堡